# Hawa Diakité
Pour les articles homonymes, voir Diakité.
Hawa Diakité est une pharmacienne et femme politique guinéenne. Elle est présidente de l'ordre national des pharmaciens de Guinée depuis 2017.
Le 22 janvier 2022, elle est nommée par décret conseillère au sein du Conseil national de la transition (CNT) de la république de Guinée en tant que représentante des organisations socioprofessionnelles.